# Taï sitou rinpoché
Taï sitou rinpoché (chinois : 大司徒仁波切) ou tai sitoupa tibétain : ཏའི་སི་ཏུ་པ་, Wylie : ta'i si tu pa, THL : té situ pa, translittération du chinois 大司徒, Dàsītú, « Grand chancelier, Grand ministre, Grand précepteur ») ou encore sitoupa, second en importance de l'école karma-kagyu après le karmapa, est un des régents de la lignée avec Gyaltsab Rinpoché, Jamgon Kongtrul Rinpoché et Shamar Rinpoché. Péma Tönyö Nyinjé, le 12e et actuel taï sitou rinpoché a reconnu Orgyen Trinley Dorje comme 17e karmapa dont il assure l'instruction. Il réside en son monastère de Shérab Ling, en Inde du Nord.
Les tai sitoupa, lamas de hauts rangs de l'école Karma Kagyu, ont été les abbés des monastères de Karma Gön puis de Palpung.

## Histoire
Les taï sitoupa sont considérés comme des émanations de Maitreya.
Chokyi Gyaltsen est le premier à porter le titre de kuang ting tai sitou, signifiant « universel, inébranlable, grand maître, détenteur des enseignements »,, qui lui est conféré en 1407 par Yongle, empereur de Chine de la dynastie Ming. Étant un disciple important de Deshin Shekpa, 5e karmapa, Chokyi Gyaltsen l'accompagne lors de sa visite à Nankin à Yongle. En retour, au Tibet, Deshin Shekpa l'a nommé abbé de Karma Goen, le principal monastère du Karmapa à cette époque,.

## Actuel Tai Sitou
L'actuel Taï Sitou Rinpoché, Péma Tönyö Nyinjé né en 1954 dans une famille de fermiers à Palyul dans la région de Dege, à l'est du Tibet, est découvert selon les indications de Rangjung Rigpe Dorje, le 16e karmapa. Alors qu'il a 5 ans, les conditions politiques au Tibet le forcent à s'exiler au Bhoutan où règne le roi Jigme Dorji Wangchuck. Puis il rejoint le karmapa au monastère de Rumtek au Sikkim en Inde. À 22 ans, en 1975, il commence à assumer ses fonctions en fondant le projet du monastère de Shérab Ling. En 1981, il visite le monastère de Samye Ling en Écosse et se rendra alors régulièrement dans les centres Kagyupa en Amérique du Nord, d'Europe et d'Asie du Sud-Est y enseignant la philosophie et la méditation. Son premier retour au Tibet est effectué durant l'hiver 1984. Dans le but de pallier le besoin spirituel des fidèles, invité par un grand nombre de monastères de plusieurs traditions, il dispense alors enseignements et initiations devant parfois 100 000 personnes et dans des zones aussi isolées que le monastère de Palpung.
En 1989, il conduit un pèlerinage dédié à la paix dans le monde. À cette occasion, un documentaire a été réalisé où figure une audience avec le pape Jean-Paul II, un échange avec des moines bénédictins à Assise, des prières pour la paix sur le Mont Shasta et un dialogue inter-religieux en Inde avec les chefs des principales confessions. En 1991, il retourne une seconde fois au Tibet et ordonne 1 200 nones et moines et transmet une succession d'initiations (Dam Nga Zod) attendues par 65 lamas réincarnés, les sanghas de 92 monastères et d'innombrables laïcs.

## Émanations et lignée des Taï Sitou Rinpoché
Chokyi Gyaltsen fut un disciple du 5e karmapa qui l'a nommé abbé de Karma Gön, alors le monastère du karmapa. Il passa une grande partie de sa vie à pratiquer la méditation en ermite dans des grottes. Cependant, sa réputation se répandit si bien que l’empereur Ming Yongle lui conféra le titre de Taï Sitou en 1407.
Outre les incarnations précédentes, dont les 12 Sitou Rinpochés, beaucoup de grands lamas ont été reconnus comme des émanations des Taï Sitou Rinpoché par des maîtres de la lignée kagyupa. 
Liste partielle des émanations :
- Bodhisattva Maitreya
- Bodhisattva source des instructions
- Yidam Hevajra
- Dombipa Heruka
- Darikapa
- Vajracarya Shri Singha
- Vénérable Gyim Shang
- Demma Tsemang
- Marpa Lotsawa (1012-1097)
- Pang Kenchen Ozer Lama
- Rabten Kunzang Pal
- Ngawang Jikten Wongchuk
- Gonpo Tsultrim Nyingpo
- Drogon Renchen Sonam Drakpa (1148-1218)
- Yeshe Wangchuk
- empereur de la dynastie Yuan, Togoontomor (1320-1370)
- Ratnabhadra XVe siècle
- Taranatha (1575-1634)
- Tai Situ Changchub Gyaltsen (desi du Tibet central, de 1354 à 1364)

Lignée des Taï Sitou Rinpoché :
1. Chokyi Gyaltsen (1377-1448)
2. Tashi Namgyal (1450-1497)
3. Tashi Paljor (1498-1541)
4. Chokyi Gocha (1542-1585)
5. Chokyi Gyaltsen Palzang (1586-1657)
6. Mipham Chogyal Rabten (1658-1682)
7. Lekshe Mawai Nyima (1683-1698)
8. Situ Panchen Chokyi Jungne (1700-1774)
9. Pema Nyingche Wangpo (1774-1853)
10. Pema Kunzang Chogyal (1854-1885)
11. Pema Wangchuk Gyalpo (1886-1952)
12. Péma Tönyö Nyinjé (1954-)